# Rue Frère-Michel
La rue Frère-Michel est une rue ancienne du centre de Liège reliant  la rue Sur-la-Fontaine à la place des Béguinages.

## Description
Cette rue pavée daterait du XIIe siècle. Elle applique un sens unique de circulation automobile de la rue Sur-la-Fontaine vers la place des Béguinages.

## Patrimoine

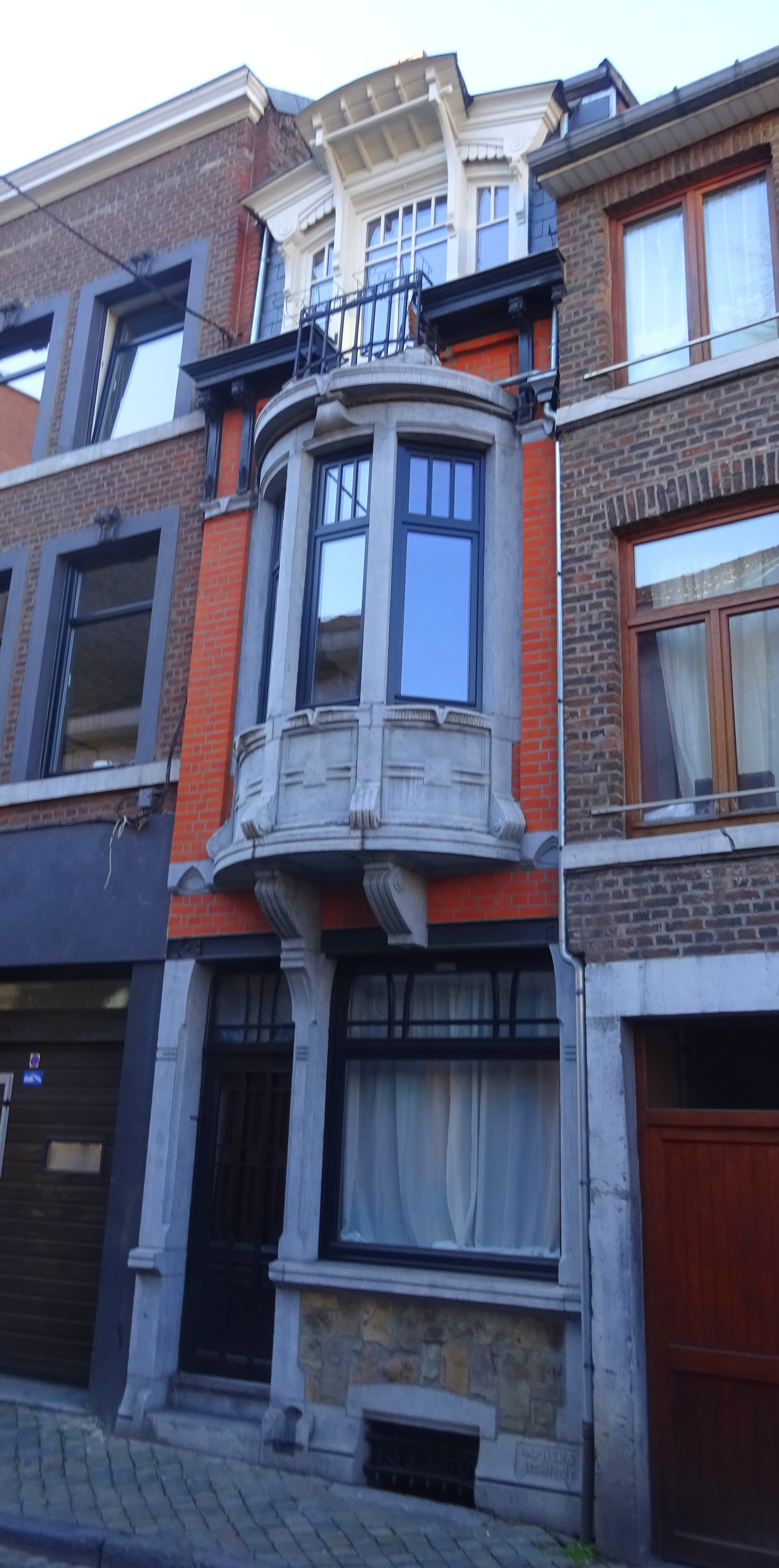
La maison Veuve Crahay

Au no 18, la maison Veuve Crahay est une petite maison de style Art nouveau réalisée en 1909 par l'architecte A. Pliers comme indiqué sur le soubassement. Cet immeuble d'une seule travée possède une loggia arrondie au premier étage et une baie en triplet sous lucarne au second étage. Cette maison est reprise à l'inventaire du patrimoine culturel immobilier de la Wallonie.

## Voies adjacentes
- Rue Sur-la-Fontaine
- Place des Béguinages